# Crisis diplomática entre Colombia y Estados Unidos de enero de 2025
La crisis diplomática entre Colombia y Estados Unidos de enero de 2025  ocurrió el 26 de enero de 2025 después de que el presidente de los Estados Unidos Donald Trump, en su política de deportación masiva, se coordinara con el Gobierno de Colombia para deportar 160 migrantes colombianos que llegarían entre las 06:45 de la mañana y las 10:00 de la mañana en aviones militares estadounidenses.

## Antecedentes
Donald Trump asumió como presidente de los Estados Unidos el 20 de enero de 2025, una de sus propuestas fue la deportación masiva de migrantes indocumentados, medida a la que el presidente de Colombia Gustavo Petro se opuso argumentando que era una «medida fascista». Incluso con esta medida, Petro decidió colaborar con los Estados Unidos. 

## Comienzo de la crisis
El gobierno de Colombia había autorizado la llegada de los vuelos con deportados; Petro declaró lo siguiente en su cuenta de la red social X:
"A las 6:45 a. m. llegará el primer avión con deportados colombianos de EE.UU. Otro avión llegará hacia las 10 a. m., recibámoslos con banderas y flores"
Esto fue publicado a las 3:07 de la mañana del 26 de enero, pero instantes más tarde se ordenaría que no permitiera aterrizar al avión, argumentando que se trataba a los inmigrantes como criminales.

### Respuesta de Estados Unidos
El gobierno estadounidense asumió este acto como una «amenaza a la seguridad nacional», por lo que este mismo día anunció que se impondrían una serie de sanciones a Colombia entre las que se encuentran:
1. Aranceles de emergencia del 25% a todos los productos colombianos que ingresen a Estados Unidos, que aumentarán al 50% en una semana.
2. Revocación de visas a los funcionarios del estado colombiano, familia, aliados y simpatizantes.
3. Sanciones bancarias y financieras por la IEEPA.
4. Inspecciones exhaustivas de los ciudadanos colombianos en territorio y tránsito en Estados Unidos.
5. Aumento del control migratorio.

### Contrarrespuesta de Colombia
El gobierno colombiano reaccionó a la medida también realizando algunas exigencias:
1. 15.660 ciudadanos estadounidenses en Colombia debían legalizar su situación o serían deportados.
2. Aranceles del 50% a todas las importaciones provenientes de los Estados Unidos.
3. Ir a la reunión de emergencia a una reunión en la CELAC convocada por Xiomara Castro.
4. Promesas de promoción de la industria nacional.

#### Crítica de Petro al gobierno de los Estados Unidos
Petro también expresó en su cuenta de X una serie de reflexiones críticas hacia las políticas de Trump y la relación histórica entre los Estados Unidos y los países de América Latina. Petro destacó aspectos culturales de Estados Unidos que considera valiosos, como la obra de Walt Whitman, Paul Simon, y Noam Chomsky, así como figuras históricas como Abraham Lincoln. Sin embargo, criticó duramente lo que denominó «codicia» en la política estadounidense, especialmente en relación con el petróleo y su impacto ambiental.
En su mensaje, Petro reivindicó la resistencia histórica de los pueblos latinoamericanos frente a la dominación extranjera, destacando el papel de líderes como Simón Bolívar y mencionando hitos como el establecimiento del primer territorio libre de América en Colombia. Subrayó la herencia multicultural del país, con influencias indígenas, africanas, árabes y mediterráneas, y afirmó que Colombia representa «el corazón del mundo», abierto a construir la libertad y la humanidad.
El mandatario también mencionó hechos históricos, como la separación de Panamá de Colombia, la lucha de Sacco y Vanzetti en Estados Unidos, y los bloqueos comerciales impuestos por Trump. En respuesta, el mandatario abogó por una reciprocidad económica y por fortalecer la soberanía nacional a través de la promoción de la producción agrícola local, como el cultivo de maíz, originario de Colombia. 
Concluyó reafirmando que Colombia busca abrirse al mundo con «los brazos abiertos», como un país comprometido con la dignidad, la libertad y la justicia social, en contraste con las políticas que, según él, reflejan una actitud de dominación y esclavismo por parte de Estados Unidos.

## Solución
Este mismo día, los organismos estatales de ambos países se pusieron en contacto para encontrar una solución a la crisis, solución a la cual llegaron a un acuerdo en la tarde del 26 de enero, ambos gobiernos llegaron a un acuerdo en donde se acordaron los siguientes términos: 
1. Colombia aceptará a los ciudadanos colombianos deportados desde Estados Unidos.
2. La repatriación podrá realizarse en aviones militares estadounidenses.
3. Las tarifas y sanciones del IEEPA serán revocadas.
4. Las sanciones de visados e inspecciones reforzadas continuarán hasta que se complete la primera repatriación.
5. Estados Unidos exige cooperación de otras naciones para aceptar la deportación de sus ciudadanos.
6. Colombia retira los aranceles sobre los productos estadounidenses.[2][9]